# Square Danielle-Mitterrand
Le square Danielle-Mitterrand, anciennement jardin de la rue de Bièvre, est un espace vert du 5e arrondissement de Paris en France.

## Situation et accès
Le square Danielle-Mitterrand est situé au 20, rue de Bièvre.
Il est desservi par la ligne 10 à la station Maubert-Mutualité.

## Origine du nom
Il doit son nom à Danielle Mitterrand (1924-2011), ancienne résistante et personnalité engagée dans le monde associatif qui résida, avec son mari, François Mitterrand, président de la République française de 1981 à 1995, pendant de nombreuses années au no 22 de la rue.

## Historique

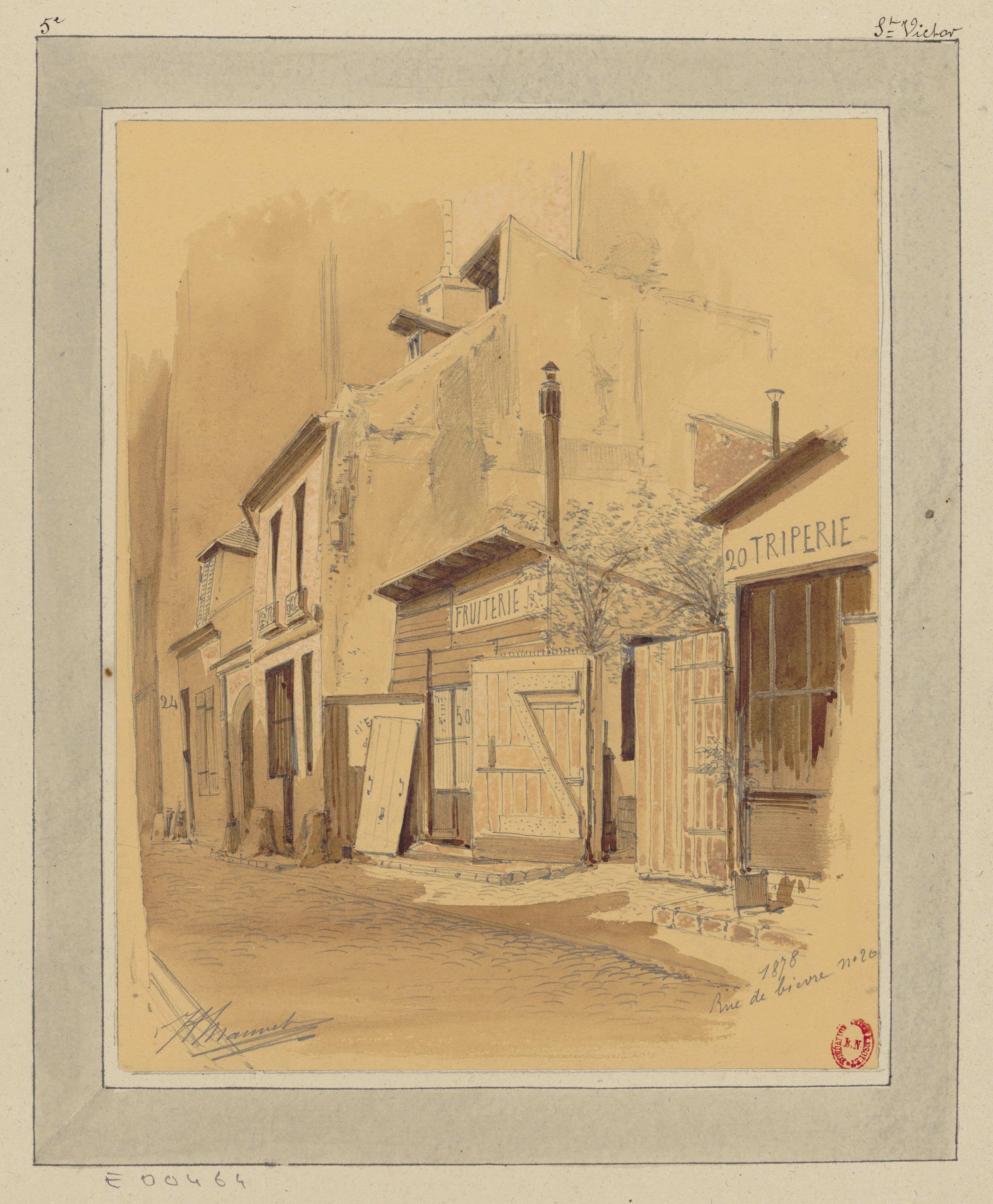
Barraques occupant en 1878 l'emplacement du square actuel (dessin de Jules-Adolphe Chauvet).

Vers 1148, l'abbaye Saint-Victor avait creusé un canal de dérivation amenant la Bièvre jusqu'à cet endroit, ou il se jetait dans la Seine, afin d'irriguer ses jardins.
Ce jardin est créé en 1978 sous le nom de « jardin de la rue de Bièvre ».
Le jardin prend, le 8 mars 2013 — le jour de la Journée internationale des femmes, — le nom de « square Danielle-Mitterrand ». Le square est inauguré par le maire de Paris Bertrand Delanoë et sa première adjointe Anne Hidalgo ainsi que le maire d'arrondissement Jean Tiberi, en présence de Jean-Christophe Mitterrand et Gilbert Mitterrand.